# Łojewo (województwo pomorskie)
Łojewo (kaszb. Łojéwò, niem. Lojow) – osada w Polsce położona w województwie pomorskim, w powiecie słupskim, w gminie Damnica na Pobrzeżu Słowińskim. Wieś jest częścią składową siedzibą sołectwa Bobrowniki.
W latach 1975–1998 miejscowość administracyjnie należała do województwa słupskiego.

## Nazwa
Nazwa, wzmiankowana po raz pierwszy w formie Loygen w 1523, ma pochodzenie słowiańskie i charakter dzierżawczy. Powstała przez dodanie do nazwy osobowej Łoj formantu -ewo. Friedrich Lorentz odnotował formę nazwy w lokalnych gwarach słowińskich: Lʉ̀ɵ̯jɵvɵ wraz z nazwami mieszkańców – zarówno z pominiętym formantem -ɵv-: Lʉ̀ɵ̯jȯu̯n, Lʉ̀ɵ̯jȯu̯nkă „łojewianin, łojewianka”, jak i w postaci pełnej: Lʉ̀ɵ̯jɵvjȯu̯n, Lʉ̀ɵ̯jɵvjȯu̯nkă „ts.”. Niemiecka nazwa Lojow jest adaptacją fonetyczną pierwotnej nazwy słowiańskiej.
Rada Języka Kaszubskiego proponuje kaszubską formę nazwy Łojewò.